# Кредитная линия
Кредитная линия — метод кредитования. Заёмщик получает право на получение и использование денежных средств в отведённый срок, при этом устанавливается лимит выдачи и/или лимит задолженности.
Договор об открытии кредитной линии включает обязанность банка предоставить в течение срока кредит на согласованных условиях и корреспондирующее право клиента. В нём заёмщик имеет право:
- самостоятельно определять время получения кредитных средств в пределах общего срока
- самостоятельно определять способ получения кредитных средств (полностью/частями)
- вообще не брать кредит

Для работы кредитных линий стороны могут заключать генеральный (рамочный) договор для упорядочения потока длительных деловых связей. В нём указывается, как стороны заключают кредитные (локальные) договоры, содержатся конкретные условия о предмете (сроки, лимиты выдачи и/или лимиты задолженности и др.).

## Классификация
В российской практике различают возобновляемую и невозобновляемую кредитную линию.
Возобновляемая (револьверная) кредитная линия (модель опционного договора, кредитная линия с лимитом задолженности)
У заёмщика есть право после погашения полученных ранее средств взять их заново в пределах лимита задолженности и срока возврата кредита;
банк может вводить лимиты выдачи денежных средств
Невозобновляемая кредитная линия (модель кредитного договора, кредитная линия с лимитом выдачи)
У заёмщика есть право получить кредит в течение оговорённого срока, при этом устанавливается предельный срок погашения;
Банк также может вводить лимиты выдачи денежных средств
Кредитная линия с лимитом выдачи и лимитом задолженности
Банк ограничивает как общие, так и пиковые объёмы кредитования
Кредитные линии иного характера
Функционально схожие экономические отношения: овердрафт, предоставление денежного займа, договоры о дисконте переводных векселей, договоры об акцепте переводных векселей, договоры об авалировании векселей, форфейтинге, лизинге, договоры об открытии аккредитива и т. д.
В целом конструирование договора кредитной линии имеет специфику в зависимости от выбора по следующим аспектам:
- устанавливается: или лимит задолженности, или лимит выдачи, или и то и другое
- есть/нет обязанности банка выдать кредит
- есть/нет обязанности клиента брать кредит

## Регулирование

### В России
По состоянию на 2017 год российское законодательство не содержит определения кредитной линии. Поэтому кредитные линии открываются в форме предоставления заёмщику суммы кредита. Тем не менее есть и другие способы. Одним из распространённых способов следует признать овердрафт. При этом кредитная линия отличается от овердрафта поскольку в последнем случае денежная сумма не передаётся в распоряжение заёмщика.

### Во Франции
Вместо термина «открытие кредитной линии» используется термин «открытие кредита» (L’ouverture de crédit), под чем понимается обещание банкира совершить кредитную операцию определённого вида.

### В Швейцарии
В Швейцарии заключаются договоры об открытии кредита. Он включает двух лиц, одно из которых предоставляет займы и обязуется в пределах согласованных лимитов по просьбе второго лица заключить кредитный договор либо использовать свои собственные средства в интересах заёмщика.